# Nyalla
Nyalla est un quartier de Douala, situé dans la zone Bassa de la commune d'arrondissement de Douala III, au Cameroun. Cette zone est historiquement peuplée par les membres de l'ethnie Bassa, qui ont migré dans la région au XVIIe siècle.

## Géographie et localisation
Nyalla se trouve dans la partie Est de Douala, limitée par le fleuve Dibamba à l’Est et  par l'axe lourd Douala-Yaoundé au Sud. Le quartier est proche de 3 km de la zone industrielle de Douala-Bassa (ZI BA), qui abrite diverses industries telles que des minoteries et des brasseries

## Quartiers
Nyalla regroupe les quartiers suivants: Nyalla Rail, Nyalla Pariso, Nyalla Château, Nyalla Kambo, Nyalla Nkolmbong et Nyalla Nkembe

## Éducation
L'enseignement est assuré par les établissements :
- Lycée de Nyalla[5]
- Lycée du Génie militaire
- Collège bilingue Maarwin
- Collège IAES
- Chaîne des Foyers Saint-Nicodème (CFSN)[6]

## Chefferie traditionnelle
La chefferie traditionnelle de Nyalla appartient à la chefferie supérieure du canton Bassa. Nyalla est un village de ce canton.

## Personnalités nées à Nyalla
- Claude Fabo, guitariste du Makassi Band de Sam Fan Thomas[8]

## Économie
Nyalla fait partie des quartiers populaires de Douala, avec une population diverse et dynamique. La circulation est souvent sujette à des engorgements. La zone Bassa, où se situe Nyalla, est connue pour son carrefour très fréquenté à Ndokoti, qui est l'un des plus grands et des plus animés de la ville.